# Peix pedra d'estuari
El peix pedra d'estuari (Synanceia horrida) és una espècie de peix escorpeniforme que pertany a la família Synanceiidae, que habita en aigües tropicals dels oceans Índic i Pacífic, de manera especialment abundant als esculls d'Austràlia i l'arxipèlag malai. És considerat com l'espècie de peix més verinosa del món. La seva distribució s'ha ampliat en temps recents fins al mar Mediterrani, mar Negre i el Golf de Mèxic.

## Descripció
És l'actinopterigi més verinós, i el contacte directe amb les espines de les seves aletes, que contenen un potent verí neurotòxic, pot ser mortal per als éssers humans. Quan es camufla, s'assembla a una roca (d'aquí el seu sobrenom), cosa que els fa passar desapercebuts i poden ser trepitjats de forma accidental.
Les seves punxes es localitzen a l'aleta dorsal (12-13), anal (3) i pèlvica (2), cadascuna d'elles amb dues glàndules verinoses. El verí és tan potent com el de la cobra, té citotoxines i neurotoxines. Quan es pica amb una espina apareix un dolor intens i lacerant, el dolor es irradia per tot el membre i arriba al màxim al cap d'una hora. S'acompanya de mal de cap, vòmits, espasmes intestinals, hipertensió arterial, en ocasions amb arrítmies cardíaques, paràlisis musculars, convulsions, coma, parada cardiorespiratòria i si no és atesa pot causar la mort. Si el pacient sobreviu, la curació de la ferida és lenta, amb abscés de la mateixa. També posseeix una segona línia de defensa, els tubèrculs, que són unes glàndules que, a més d'ajudar a mimetitzar el peix, segreguen una toxina fulminant.